# Genenet al asmak
Genenet al asmak es una película egipcio-francoalemana del año 2008.

## Sinopsis
Laila trabaja en un programa de radio al que los oyentes llaman y hablan de su vida amorosa. En su tiempo libre, juega al squash, practica natación, lleva a los hijos de su mejor amiga al circo o va a bailar con sus amigos a una discoteca de moda. Youssef es anestesista. Trabaja en un centro privado por la mañana y en una clínica abortista clandestina por la tarde. Oye el programa de Laila. A veces pasa parte de la noche en casa de una mujer a la que tiene cariño. Los dos personajes no se conocen, aunque acabarán por encontrarse. Sus vidas no cambiarán, pero quizá se den cuenta de su soledad.